# Park Jung-Bin
Dans ce nom, le nom de famille, Park, précède le nom personnel.
Park Jung-Bin, né le 22 février 1994 à Pusan, est un footballeur sud-coréen, qui joue au poste d'attaquant dans le club cambodgien du Visakha FC.

## Biographie

### En club
Park Jung-Bin rejoint l'Europe en 2010 en arrivant dans le club allemand de Wolfsbourg. Il reste au club de la catégorie des moins de 17 ans jusqu'avec l'équipe réserve, remportant au passage le championnat des moins de 19 ans.
En 2013, il est prêté au Greuther Fürth, avec qui il fait ses débuts en Bundesliga le 19 janvier 2013 sur le terrain du Bayern Munich, en remplaçant Zoltán Stieber dans le temps additionnel.
Il rejoint ensuite le Karlsruher SC pour trois saisons.
En 2015, il rejoint le Danemark et l'Hobro IK, puis le Viborg FF l'année suivante, sans jamais vraiment briller.
En 2019, après avoir été mis à l'essai par Troyes et Nîmes, il rejoint le Servette FC, avec qui il inscrit quatre buts et deux passes décisives en six matchs.
À l'intersaison 2020, il est testé par l'AC Ajaccio mais sans convaincre le club de l'enrôler. Deux ans plus tard, il est proche de rejoindre Le Havre.
Il fait son retour en Corée du Sud sous les couleurs du FC Séoul entre 2021 et 2022.
Le 15 août 2022, il rejoint le Rodez Aveyron Football pour deux saisons. Il est titularisé pour la première fois le 8 février 2023 en Coupe de France contre l'AJ Auxerre, match au cours duquel il marque un but et donne une passe décisive.

### En sélection
Avec les équipes de jeunes sud-coréennes jusqu'à l'équipe olympique, Park Jung-Bin compte dix sélections pour trois réalisations.

### Profil
Park est un joueur qui se démarque par sa vitesse et sa technique, bien aidé par le fait qu'il soit ambidextre.